# Samcheok
Samcheok (API: [sam.tɕʰʌk̚]) este un oraș aparținând provinciei Gangwon-do de pe coasta de est a Coreei de Sud.